# Estadístico muestral
En estadística un estadístico (muestral) o Estadígrafo es una medida cuantitativa, derivada de un conjunto de datos de una muestra, con el objetivo de estimar o inferir  características de una población o modelo estadístico.
Más formalmente un estadístico es una función medible T que, dada una muestra estadística de valores {\displaystyle (X_{1},X_{2},...,X_{n})}, les asigna un número, {\displaystyle T(X_{1},X_{2},...,X_{n})}, que sirve para estimar determinado parámetro de la distribución de la que procede la muestra. Así, por ejemplo, la media de los valores de una muestra (media muestral) sirve para estimar la media de la población de la que se ha extraído la misma; la varianza muestral podría usarse para estimar la varianza poblacional, etc. Esto se denomina como realizar una estimación puntual.

## Ejemplos

### Media muestral
Si se tiene una muestra estadística de valores {\displaystyle (X_{1},X_{2},...,X_{n})} para una variable aleatoria X con distribución de probabilidad F(x,θ) (donde θ es un conjunto de parámetros de la distribución) se define la media muestral n-ésima como:

{\displaystyle {\bar {X}}_{n}=T(X_{1},X_{2},...,X_{n})={\frac {1}{n}}\sum _{i=1}^{n}X_{i}={\frac {X_{1}+X_{2}+...+X_{n}}{n}}}

### Varianza muestral
De forma análoga a la media muestral y utilizando los mismos elementos que en la misma, la definición de varianza muestral es la siguiente:

{\displaystyle S_{n}^{2}=T((X_{1}-{\bar {X}}_{n})^{2},(X_{2}-{\bar {X}}_{n})^{2},...,(X_{n}-{\bar {X}}_{n})^{2})={\frac {1}{n}}\sum _{i=1}^{n}(X_{i}-{\bar {X_{n}}})^{2}}

### Cuasi-varianza muestral
Y la cuasi-varianza, que ofrece un estadístico menos sesgado que la varianza, es:

{\displaystyle S_{n-1}^{2}=T((X_{1}-{\bar {X}}_{n})^{2},(X_{2}-{\bar {X}}_{n})^{2},...,(X_{n}-{\bar {X}}_{n})^{2})={\frac {1}{n-1}}\sum _{i=1}^{n}(X_{i}-{\bar {X_{n}}})^{2}}

### Momentos muestrales
Con las mismas notaciones usadas a la media y varianza muestral se define el estadístico momento muestral no centrado como:

{\displaystyle m_{k}=M_{k}(X_{1},X_{2},...,X_{n})={\frac {1}{n}}\sum _{i=1}^{n}X_{i}^{k}}

Nótese que m1 es precisamente la media muestral. Análogamente se define el estadístico momento muestral centrado como:

{\displaystyle a_{k}=M_{k}^{c}(X_{1},X_{2},...,X_{n})={\frac {1}{n}}\sum _{i=1}^{n}(X_{i}-{\bar {X}}_{n})^{k}}

que guarda las siguientes relaciones con estadísticos previamente definidos:

{\displaystyle a_{1}=0\qquad a_{2}=m_{2}-m_{1}^{2}={\frac {n-1}{n}}S_{n}^{2}}

## Propiedades

### Suficiencia
El concepto de estadístico suficiente fue introducido por Fisher en 1922, y como originalmente indicó, un estadístico es suficiente para los objetivos de la inferencia estadística si contiene, en cierto sentido, toda la «información» acerca de la función de distribución a partir de la cual se ha generado la muestra.
Formalmente si {\displaystyle X_{1},X_{2},...,X_{n}\;} es una muestra de una variable aleatoria {\displaystyle X\;} cuya distribución de probabilidad pertenece a una familia de distribuciones dadas por un vector paramétrico {\displaystyle {\mathcal {F}}=\{F_{\theta }|\theta \in \Theta \}}, entonces se dice que un cierto estadístico {\displaystyle T=T(X_{1},X_{2},...,X_{n})\;} es suficiente para θ o para la familia si y solo si, la distribución condicionada de {\displaystyle X_{1},X_{2},...,X_{n}|T\;} no depende de {\displaystyle \Theta \;}.

## Aplicaciones

### Estimación puntual
La estimación puntual consiste en utilizar el valor de un estadístico, denominado estimador, para calcular el valor de un parámetro desconocido de una población. Por ejemplo, cuando usamos la media muestral para estimar la media de una población, o la proporción de una muestra para estimar el parámetro de una distribución binomial.
Una estimación puntual de algún parámetro de una población es un solo valor obtenido a partir de un estadístico.

### Contraste de hipótesis

#### Testt-Student
Es un test que permite decidir si dos variables aleatorias normales (gausianas) y con la misma varianza tienen medias diferentes. Dada la ubicuidad de la distribución normal o gausiana el test puede aplicarse en numerosos contextos, para comprobar si la modificación en las condiciones de un proceso (humano o natural) esencialmente aleatorio producen una elevación o disminución de la media poblacional. El test opera decidiendo si una diferencia en la media muestral entre dos muestras es estadísticamente significativa, y entonces poder afirmar que las dos muestras corresponden a distribuciones de probabilidad de media poblacional distinta, o por el contrario afirmar que la diferencia de medias puede deberse a oscilaciones estadísticas azarosas.
La eficacia del test aumenta con el número de datos del que constan las dos muestras, en concreto del número de grados de libertad conjunto de las dos muestras, este número viene dado por {\displaystyle GL=N_{1}+N_{2}-2} (siendo Ni el tamaño muestral, es decir, el número de datos en cada muestra i). La prueba consiste en examinar el estadístico t obtenido a partir de las dos muestras como:

{\displaystyle t={\frac {{\bar {X}}_{A}-{\bar {X}}_{B}}{s_{X_{A}-X_{B}}}}\qquad \ s_{X_{A}-X_{B}}:={\sqrt {{({N}_{1}-1)s_{1}^{2}+({N}_{2}-1)s_{2}^{2} \over {N}_{1}+{N}_{2}-2}\left({1 \over N_{1}}+{1 \over N_{2}}\right)}}}

Y este valor se compara con un valor de referencia basado en el número de grados de libertad y el nivel de significación. Dicho valor de referencia se obtiene a partir de la distribución t de Student.
Al comparar las 2 medias, frecuentemente siempre se supone que el nivel de significación α sea menor que 0,05.